# فاگوفوبیا
فاگوفوبیا (انگلیسی: Phagophobia) فاگوفوبیا یک اختلال بلع روان‌زا و ترس از بلع است. فاگوفوبیا در شکایات مختلف بلع بدون هیچ دلیل فیزیکی ظاهری قابل تشخیص با بازرسی فیزیکی و تجزیه و تحلیل‌های آزمایشگاهی بیان می‌شود. یک اصطلاح منسوخ برای این وضعیت، فوبیای خفگی است، اما گفته شد که اصطلاح اخیر گیج‌کننده است و لازم است ترس از بلع (یعنی حرکت بولوس) از ترس از خفگی تشخیص داده شود.
فاگوفوبیا به عنوان یک فوبیای خاص طبقه‌بندی می‌شود و طبق طبقه‌بندی DSM-IV به دسته «دیگر فوبیاها» تعلق دارد. فاگوفوبیا ممکن است سبب ترس از خوردن شود (و با آن اشتباه گرفته شود) و متعاقب آن سوءتغذیه و کاهش وزن. در موارد خفیف‌تر، شخص فاگوفوب تنها غذاهای نرم و مایع می‌خورد.